# Rã-arlequim
A rã-arlequim (Atelopus varius), é uma espécie de anfíbio neo-tropical, da família Bufonidae (Crump 1986). Antigamente podia ser encontrada da Costa Rica até ao Panamá, mas actualmente encontra-se em perigo de extinção, havendo apenas uma pequena população remanescente perto de Quepos, na Costa Rica (redescoberta em 2003) e presumivelmente encontra-se extinta no Panamá. Recentes variações na temperatura do ar, precipitação, padrões de fluxo atmosférico e subsequente dispersão do fungo Batrachochytrium dendrobatidis, ligado a mudanças climáticas globais, têm sido as principais causas para o declínio desta espécie (Lips et al. 2003 and Pounds et al. 2006).